# Most na Renie
Most na Renie – amerykański film wojenny z 1969 roku w reżyserii Johna Gullermina do scenariusza Richarda Yatesa i Williama Robertsa na podstawie książki The Bridge at Remagen: The Amazing Story of March 7, 1945 weterana II wojny światowej i późniejszego kongresmana Kena Hechlera.

## Opis fabuły

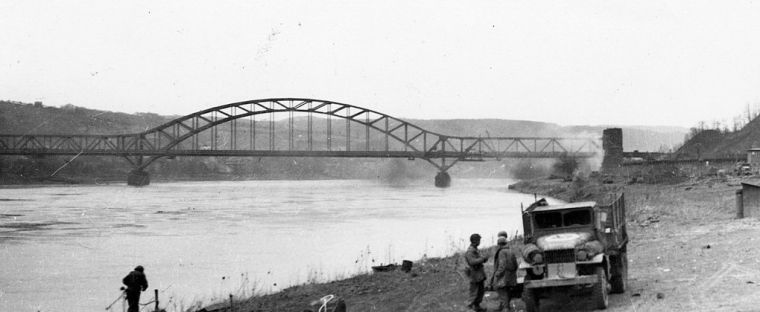
Most Ludendorffa w Remagen

Akcja filmu rozgrywa się pod koniec II wojny światowej i dotyczy mostu Ludendorffa na Renie w Remagen. Niemieckie wojska wycofują się przez most w głąb Niemiec przed nacierającymi wojskami amerykańskimi. Po zakończeniu przeprawy most ma zostać zniszczony przez Niemców, by zatrzymać atakujących. Amerykanie jednak zamierzają przechwycić niezniszczony most.

## Główne role
- Ben Gazzara – sierż. Angelo
- Peter van Eyck – gen. von Brock
- Bradford Dillman – mjr Barnes
- Robert Vaughn – mjr Paul Kreuger
- E.G. Marshall – gen. Shinner
- George Segal – por. Phil Hartman
- Hans Christian Blech – kpt. Carl Schmidt
- Joachim Hansen – kpt. Otto Baumann